# Lista de santos padroeiros de localidades
Esta é uma lista de santos padroeiros de localidades, incluindo países, regiões e cidades.

## Europa
- São Bento
- Santa Catarina de Siena
- Santa Brígida da Suécia
- Santa Teresa Benedita da Cruz
- São Cirilo
- São Metódio

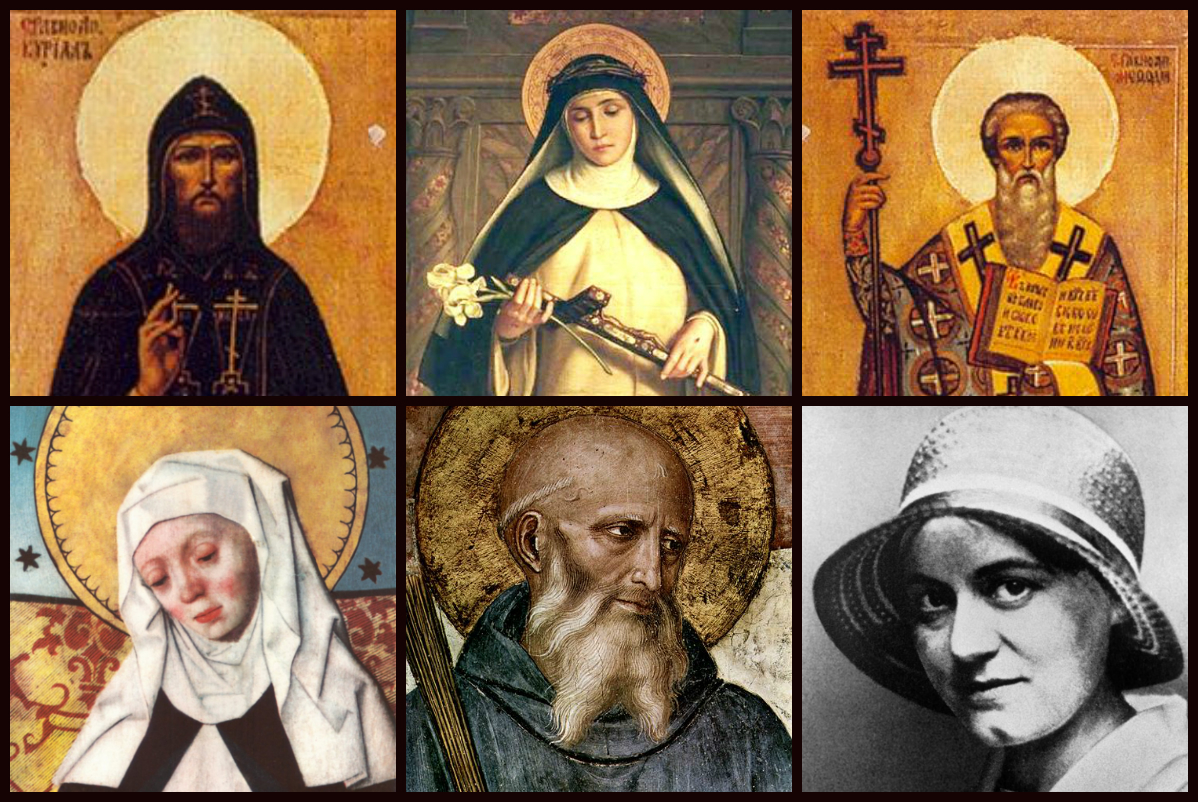
Santos padroeiros da Europa

Da Península da Escandinávia: Ansgário de Hamburgo

### Alemanha
- São Bento de Núrsia

- Baviera: Santa Edviges
  - Cidades:
    - Berlim: Santa Edviges da Silésia.
    - Colônia: Santa Úrsula.
    - Hamburgo: Santo Ansgar.
    - Hanóver: São Matias.
    - Munique: São Corbiniano.

### Áustria
- São Colman
- São Maurício

### Bélgica
- São José

### Bulgária
- São Jorge

### Dinamarca
- São Canuto

### Eslováquia
- São Venceslau
- Nossa Senhora das Dores

### Espanha
- A Virgem Maria (como Nossa Senhora da Imaculada Conceição)

- São Tiago
- Santa Teresa d’Ávila

- Comunidades autônomas
  - Catalunha: São Jorge, Virgem de Montserrat
  - País Basco: Santo Inácio de Loyola, São Prudêncio
  - Madrid: Santo Isidoro, O Lavrador, Nossa Senhora de Almudena
  - Navarra: São Firmino de Amiens, São Francisco Xavier, Saturnino de Tolosa, Nossa Senhora da Assunção
  - Ilhas Canárias: Nossa Senhora da Candelária, São Pedro de Betancur, São José de Anchieta

### Finlândia
- Santo Henrique de Upsália

### França
- Santa Maria
- Santa Joana D'Arc
- Santa Teresa de Lisieux (Santa Teresinha do Menino Jesus)
- São Luís da França
  - Cidades
    - Annecy: São Francisco de Sales.
    - Avinhão: São Benedito de Avinhão.
    - Limoges: São Marçal de Limoges.
    - Lisieux: Santa Teresa de Lisieux.
    - Lourdes: Nossa Senhora de Lourdes.
    - Lyon: Santo Irineu de Lyon.
    - Montpellier: São Roque.
    - Orleãns: Santa Joana d'Arc.
    - Paris: Santa Genoveva e São Dinis de Paris.
    - Tours: São Martinho de Tours.

- - Córsega: Santa Devota

Geórgia
● São Jorge

### Grécia
- São Nicolau de Mira
- Santo André
- Santo Espiridião

### Holanda
- São Vilibrordo

### Hungria
- Santo Estevão da Hungria

### Irlanda
- São Patrício
- Santa Brígida da Irlanda
- São Columba

### Islândia
- São Torlaco

### Itália
- São Francisco de Assis
- Santa Catarina de Siena
- Santo Estêvão
  - Sicíliaː Santo André
  - Piemonteː São Maurício
  - Caorsoː São Roque

Cidades
- Assis: São Francisco de Assis
- Bolonha: Santa Catarina de Bolonha e São Petronio de Bolonha

- Catânia: Santa Águeda
- Florença: São João Batista
- Milão: Santo Ambrósio de Milão
- Nápoles: São Januário de Benevento
- Palermo: São Benedito e Santa Rosália
- Pádua: Santo António de Lisboa.
- Parma: Santo Hilário de Poitiers.
- Roma: São Pedro, Papa
- Siena: Santa Catarina de Siena.
- Siracusa: Santa Luzia de Siracusa
- Turim: São João Batista.
- Veneza: São Marcos Evangelista.
- Verona: São Zenão de Verona

### Liechtenstein
- São Lúcio
- São Floriano

### Lituânia
- São Casimiro
- São Jorge

### Luxemburgo
- São Vilibrordo
- Santa Cunegunda de Luxemburgo

### Malta
- São Paulo

### Mônaco
- Santa Devota

### Noruega
- São Nicolau de Mira
- Santo Olavo

### Polônia
- Santo Estanislau
- São Casimiro

### Portugal

#### Orago Maior
- Nossa Senhora da Imaculada Conceição, rainha de Portugal e da Lusofonia

#### Oragos Menores
- Santiago Maior (Exército Português)
- São Jorge
- Santo António de Lisboa

#### Anjo
- Anjo Custódio de Portugal

#### Regiões Autónomas
- Açores: Divino Espírito Santo
- Madeira: Nossa Senhora do Monte

#### Capitais de Distrito
- Lisboa: São Vicente e Santo António
- Porto: Nossa Senhora de Vandoma
- Coimbra: Rainha Santa Isabel
- Aveiro: Santa Joana Princesa
- Viana do Castelo: Nossa Senhora da Agonia
- Braga: São Geraldo, São Frutuoso e São Martinho de Dume
- Vila Real: Nossa Senhora da Conceição
- Guarda: Nossa Senhora da Assunção
- Bragança: Nossa Senhora das Graças
- Viseu:  São Teotónio
- Castelo Branco: São Vicente
- Portalegre: Santo António
- Santarém: São José
- Leiria: Nossa Senhora da Encarnação
- Setúbal: São Francisco Xavier
- Évora: São Pedro
- Beja: Santíssimo Salvador
- Faro: Santa Maria (de Faro)
- Ponta Delgada: São Sebastião e Senhor Santo Cristo dos Milagres
- Horta: Santíssimo Salvador (da Horta) e São João
- Angra do Heroísmo: São Salvador e São João
- Funchal: São Tiago Menor

### Reino Unido

#### Países
- - Escocia: Santo André e São Columba
  - Inglaterra: São Jorge
  - País de Gales: São David
- Regiões
  - Cornualha: São Piran
  - Órcades: São Magno

#### Cidades
- - Londres: São Jorge
  - Edimburgo: Santo Egídio
  - Cardiff: São David
  - Cantuária: Santo Agostinho de Cantuária.
  - Liverpool: São Nicolau de Mira
  - Winchester: São Suituno de Winchester.

### República Checa
- São Venceslau
  - Boémia: São Venceslau
  - Morávia: São Cirilo e Metódio

### Romênia
- Santo André

### Rússia
- São Nicolau de Mira
- Santo André
  - Moscovo: São Jorge
  - São Petersburgo: São Pedro

### Suécia
- Santa Brígida da Suécia
- São Érico

### Suíça
- São Nicolau de Flüe

### Ucrânia
- São Josafá
- Santo André

### Vaticano
- São Pedro, Papa

## África
- São Moisés o Negro
  - África Central: São Daniel Comboni

### África do Sul
- Nossa Senhora da Assunção

### Angola
- Imaculado Coração de Maria
- Nossa Senhora da Conceição

### Egito
- São Marcos
- Santa Catarina de Alexandria

### Etiópia
- São Jorge
- São Frumêncio
- Santo Elesbão

### Moçambique
- Santa Margarida
- Nossa Senhora da Conceição

### Malawi
- São Patrício

### Sudão
- Santa Bakhita

## América
- Da América: Virgem de Guadalupe
  - América Latina: Santa Rosa de Lima

### Argentina
- Nossa Senhora de Luján
  - Lomas del Mirador: Maria Rainha do Monte Oropa

### Brasil
- Nossa Senhora Aparecida
- São Pedro de Alcântara
- São José de Anchieta
- Nossa Senhora do Brasil
- Nossa Senhora da Imaculada Conceição (Padroeira de toda a Lusofonia)

#### Unidades da federação
- Acre: Nossa Senhora da Seringueira
- Alagoas: Nossa Senhora dos Prazeres
- Amapá: São José
- Amazonas: Nossa Senhora da Conceição
- Bahia: Nossa Senhora da Conceição
- Ceará: São José
- Distrito Federal: São João Bosco
- Espírito Santo: Nossa Senhora da Penha e Divino Espírito Santo
- Goiás: Santa Ana
- Maranhão: São José
- Mato Grosso: Nossa Senhora do Pantanal
- Mato Grosso do Sul: Nossa Senhora do Perpétuo Socorro
- Minas Gerais: Nossa Senhora da Piedade
- Pará: Nossa Senhora de Nazaré
- Paraíba: Nossa Senhora das Neves
- Paraná: Nossa Senhora do Rosário do Rocio
- Pernambuco: Nossa Senhora do Carmo
- Piauí: Nossa Senhora da Vitória
- Rio de Janeiro: São Sebastião
- Rio Grande do Norte: Santos André de Soveral, Ambrósio Francisco Ferro, Mateus Moreira e companheiros
- Rio Grande do Sul: São Pedro, Nossa Senhora Medianeira e Nossa Senhora dos Navegantes
- Rondônia: Nossa Senhora de Nazaré
- Roraima: Nossa Senhora do Carmo
- Santa Catarina: Santa Catarina de Alexandria
- São Paulo: São Paulo de Tarso
- Sergipe: Nossa Senhora Divina Pastora
- Tocantins: Nossa Senhora da Natividade

#### Alguns dos 5 570 municípios brasileiros
- Aparecida (São Paulo): Nossa Senhora da Conceição Aparecida
- Aquidauana: Nossa Senhora da Imaculada Conceição
- Araguari: Senhor Bom Jesus da Cana Verde
- Araraquara: São Bento
- Araricá: Nossa Senhora da Conceição
- Armação dos Búzios: Sant'Ana
- Arraial do Cabo: Nossa Senhora dos Remédios
- Areia: Nossa Senhora da Conceição
- Assú: São João Batista
- Barra Mansa: São Sebastião
- Barueri: Nossa Senhora da Escada
- Bauru: Divino Espírito Santo.
- Belém do Pará: Santa Maria de Belém
- Belo Horizonte: Nossa Senhora da Boa Viagem
- Betim: Nossa Senhora do Carmo
- Boa Saúde: Nossa Senhora da Saúde
- Bom Despacho: Nossa Senhora do Bom Despacho, Nossa Senhora do Rosário, Nossa Senhora da Assunção e Imaculada Conceição de Maria[1][2]
- Brasília: São João Bosco.
- Caarapó: Bom Jesus
- Cabo Frio: Nossa Senhora da Assunção
- Cachoeira de Minas: São João Batista
- Cachoeira Paulista: Santo Antônio
- Caicó: Sant`Ana
- Campo Grande: Santo António de Lisboa
- Campo Largo (Paraná): Nossa Senhora da Piedade/ Ferraria(distrito): Senhor Bom Jesus
- Campo Redondo-RN: Nossa Senhora de Lourdes/ Malhada Vermelha(distrito): São José
- Campos do Jordão: Santa Teresa de Lisieux.
- Campinas: Nossa Senhora da Imaculada Conceição.
- Cananeia: São João Batista e Nossa Senhora dos Navegantes
- Caraguatatuba: Santo António de Lisboa
- Catanduva: São Domingos de Gusmão
- Codó: São Sebastião, Santa Rita e Santa Filomena
- Contagem: São Gonçalo
- Cordisburgo (Minas Gerais): Sagrado Coração de Jesus
- Corumbá: Nossa Senhora da Candelária
- Cristina: Divino Espírito Santo
- Cuiabá: São Benedito
- Curitiba: Nossa Senhora da Luz dos Pinhais
- Currais Novos: Nossa Senhora de Sant'Ana
- Diadema: Nossa Senhora da Conceição
- Diamantina: Santo António.
- Divinópolis: Divino Espírito Santo
- Dourados: Nossa Senhora da Imaculada Conceição
- Duque de Caxias: Santo António.
- Feira de Santana: Santa Ana, mãe de Maria
- Fortaleza: Nossa Senhora da Assunção.
- Florianópolis: Santa Catarina de Alexandria e Nossa Senhora do Desterro.
- Franco da Rocha: Nossa Senhora da Conceição.
- Gravatá (Pernambuco): Nossa Senhora Sant'Ana
- Goiânia: Nossa Senhora Auxiliadora.
- Governador Valadares: Santo Antônio de Pádua
- Guarulhos: Nossa Senhora da Imaculada Conceição.
- Iguape: Senhor Bom Jesus de Iguape
- Itaboraí: São João Batista
- Itaguai: São Francisco Xavier
- Itajubá: Nossa Senhora da Soledade
- Itapecerica da Serra: Nossa Senhora dos Prazeres
- Itapipoca: Nossa Senhora das Mercês
- Itu: Nossa Senhora da Candelária
- Jardim de Piranhas: Nossa Senhora dos Aflitos
- João Pessoa: Nossa Senhora das Neves.
- Joinville: São Francisco Xavier.
- Juazeiro: Nossa Senhora das Grotas
- Juiz de Fora: Santo Antônio de Pádua
- Jundiaí: Nossa Senhora do Desterro
- Juquiá: Santo Antônio
- Limeira: Nossa Senhora das Dores
- Lucas do Rio Verde: Nossa Senhora de Fátima.
- Macapá: São José.
- Maceió: Nossa Senhora dos Prazeres.
- Manaus: Nossa Senhora da Conceição.
- Mangaratiba: Nossa Senhora da Guia
- Maria da Fé: Nossa Senhora de Lourdes
- Mogi das Cruzes: Sant'Ana
- Montes Claros: Nossa Senhora Aparecida
- Mossoró: Santa Luzia
- Natal: Nossa Senhora da Apresentação
- Naviraí: Nossa Senhora de Fátima
- Niterói: São João Batista
- Nova Andradina: Imaculado Coração de Maria
- Nova Lima: Nossa Senhora do Pilar
- Nova Serrana: São Sebastião.
- Olinda: São Salvador do Mundo e São Pedro
- Osasco: Santo Antônio
- Palmas: São José
- Paraty: Nossa Senhora dos Remédios
- Pelotas:
- Pau dos Ferros: Nossa Senhora da Conceição
- Paracatu: Santo Antônio de Lisboa
- Pedreiras MA: São Benedito
- Pereiro: Santos Cosme e Damião
- Petrolândia: São Francisco de Assis
- Petrolina: Nossa Senhora Rainha dos Anjos
- Petrópolis: São Pedro de Alcântara
- Pindamonhangaba: Nossa Senhora do Bonsucesso
- Pirenópolis: Nossa Senhora do Rosário
- Ponta Porã: São José
- Pontal: São Lourenço
- Porto Alegre: Nossa Senhora dos Navegantes
- Porto Velho: Nossa Senhora Auxiliadora
- Recife: Nossa Senhora do Carmo e Santo Antônio
- Registro: São Francisco Xavier
- Ribeirão das Neves: Nossa Senhora das Neves.
- Ribeirão Preto: São Sebastião.
- Rio de Janeiro (cidade): São Sebastião
- Rio Grande: São Pedro
- Salgueiro: Santo Antônio
- Salvador: São Francisco Xavier e Nossa Senhora da Conceição
- Santo André: Santo André e Nossa Senhora do Carmo
- São Bernardo do Campo: São Bernardo de Claraval e Nossa Senhora da Boa Viagem
- São José dos Campos: São José
- São Lourenço do Sul: São Lourenço.
- São Luís do Maranhão: Nossa Senhora da Vitória.
- São Paulo: São Paulo de Tarso.
- Santa Cruz-RN: Santa Rita de Cássia
- Santa Luzia: Santa Luzia
- Santa Rita do Sapucaí: Santa Rita de Cássia
- Santos: Nossa Senhora do Monte Serrat
- Sete Lagoas: Santo António.
- Sorocaba: Nossa Senhora da Ponte
- Sumaré: Senhora Sant'Ana
- Tatuí: Nossa Senhora da Conceição
- Taubaté: São Francisco das Chagas e Santa Teresinha do Menino Jesus
- Teófilo Otoni (Minas Gerais): Nossa Senhora da Imaculada Conceição
- Teresina: Nossa Senhora do Amparo
- Teresópolis: Santo António e Santa Teresa de Ávila.
- Tietê: São Benedito.
- Três Lagoas: Santo Antônio de Pádua
- Ubatuba: Exaltação da Santa Cruz do Salvador
- Uberaba : Nossa Senhora da Abadia
- Uberlândia: Nossa Senhora do Carmo
- Umarizal: Sagrado Coração de Jesus
- Unaí: Nossa Senhora da Conceição
- Valença - RJ: Nossa Senhora da Glória
- Varginha: Divino Espírito Santo
- Vitória da Conquista: Nossa Senhora das Vitórias
- Vitória: Nossa Senhora da Vitória
- Volta Redonda: Santo Antônio
- Passa Tempo: Nossa Senhora da Glória
- Viçosa: Santa Rita de Cássia
- Betim: Nossa Senhora do Carmo
- Garibaldi: São Pedro
- São José da Lapa: São José
- Jaboticatubas: Nossa Senhora da Conceição
- Congonhas: Nossa Senhora da Conceição

### Canadá
- São José
  - Canadá Francês: São João Batista
  - Quebeque: Sant'Ana
  - Acádia: Santa Maria

#### Cidades
- - Montreal: Nossa Senhora da Assunção.
  - Ottawa: São José e São Patrício.
  - Quebec: Santa Ana.
  - Toronto: São Miguel.
  - Vancouver: Nossa Senhora do Rosário.

### Estados Unidos
- Nossa Senhora da Conceição

#### Outras cidades norte-americanas
- Boston: São Patrício.
- Bridgeport: Santo Agostinho de Hipona.
- Chicago: Nossa Senhora da Conceição.
- Denver: São Francisco de Assis e Imaculada Conceição.
- Detroit: Santa Ana.
- Filadélfia: São Pedro e São Paulo.
- Indianápolis: São Francisco Xavier.
- Las Vegas: São Pedro e São Paulo.
- Los Angeles: Nossa Senhora dos Anjos.
- Miami: Nossa Senhora da Imaculada Conceição.
- Nashville: São José e Virgem de Guadalupe.
- Nova Orleãns: Nossa Senhora do Perpétuo Socorro.

- Nova Iorque: São Patrício.
- Portland: Nossa Senhora da Imaculada Conceição.
- Rochester: São João Fisher.
- San Antonio: Santo António.
- San Diego: São Diogo de Alcalá.
- San José: São José.
- San Francisco: São Francisco de Assis.
- Seattle: São Tiago Maior.
- Washington: São Mateus e Nossa Senhora da Conceição.

### Haiti
- Santa Cecília

### México
- Nossa Senhora de Guadalupe

### Peru
- Santa Rosa de Lima

## Ásia
São Francisco Xavier

### Armênia
- São Gregório Iluminador
- São Mesrobes Mastósio

### China
- Nossa Senhora da China

### Geórgia
- São Jorge

### Índia
- São Tomé (apóstolo)

### Japão
- São Miguel Arcanjo[3]
- São Francisco Xavier
- 26 Mártires do Japão

### Líbano
- Nossa Senhora do Líbano
- São Charbel Makhlouf
- São Marun
- São Jorge

Turquia
● São Jorge